# Дворишће Озаљско
Дворишће Озаљско (хрв. Dvorišće Ozaljsko) је насељено место у саставу града Озља, Карловачка жупанија, Хрватска.

## Историја
До територијалне реорганизације у Хрватској било је у саставу старе општине Озаљ.

## Становништво
У попису становништва из 2011. године, Дворишће Озаљско је имало 49 становника.
| Број становника према пописима | Број становника према пописима | Број становника према пописима | Број становника према пописима | Број становника према пописима | Број становника према пописима | Број становника према пописима | Број становника према пописима | Број становника према пописима | Број становника према пописима | Број становника према пописима | Број становника према пописима | Број становника према пописима | Број становника према пописима | Број становника према пописима | Број становника према пописима |
| ------------------------------ | ------------------------------ | ------------------------------ | ------------------------------ | ------------------------------ | ------------------------------ | ------------------------------ | ------------------------------ | ------------------------------ | ------------------------------ | ------------------------------ | ------------------------------ | ------------------------------ | ------------------------------ | ------------------------------ | ------------------------------ |
| 1857                           | 1869                           | 1880                           | 1890                           | 1900                           | 1910                           | 1921                           | 1931                           | 1948                           | 1953                           | 1961                           | 1971                           | 1981                           | 1991                           | 2001                           | 2011                           |
| 91                             | 103                            | 99                             | 112                            | 103                            | 116                            | 116                            | 106                            | 98                             | 105                            | 99                             | 101                            | 76                             | 71                             | 48                             | 49                             |

Напомена: До 1900. исказивано под именом Дворишће.